# Hidră
Hidra sau hidra de apă dulce este o specie de celenterate simplă, prădătoare, care trăiește în apa dulce, ce posedă tentacule mici, simetrice. Hidra este un animal primitiv, înrudit fiind cu actinia și coralul.

## Alcătuire

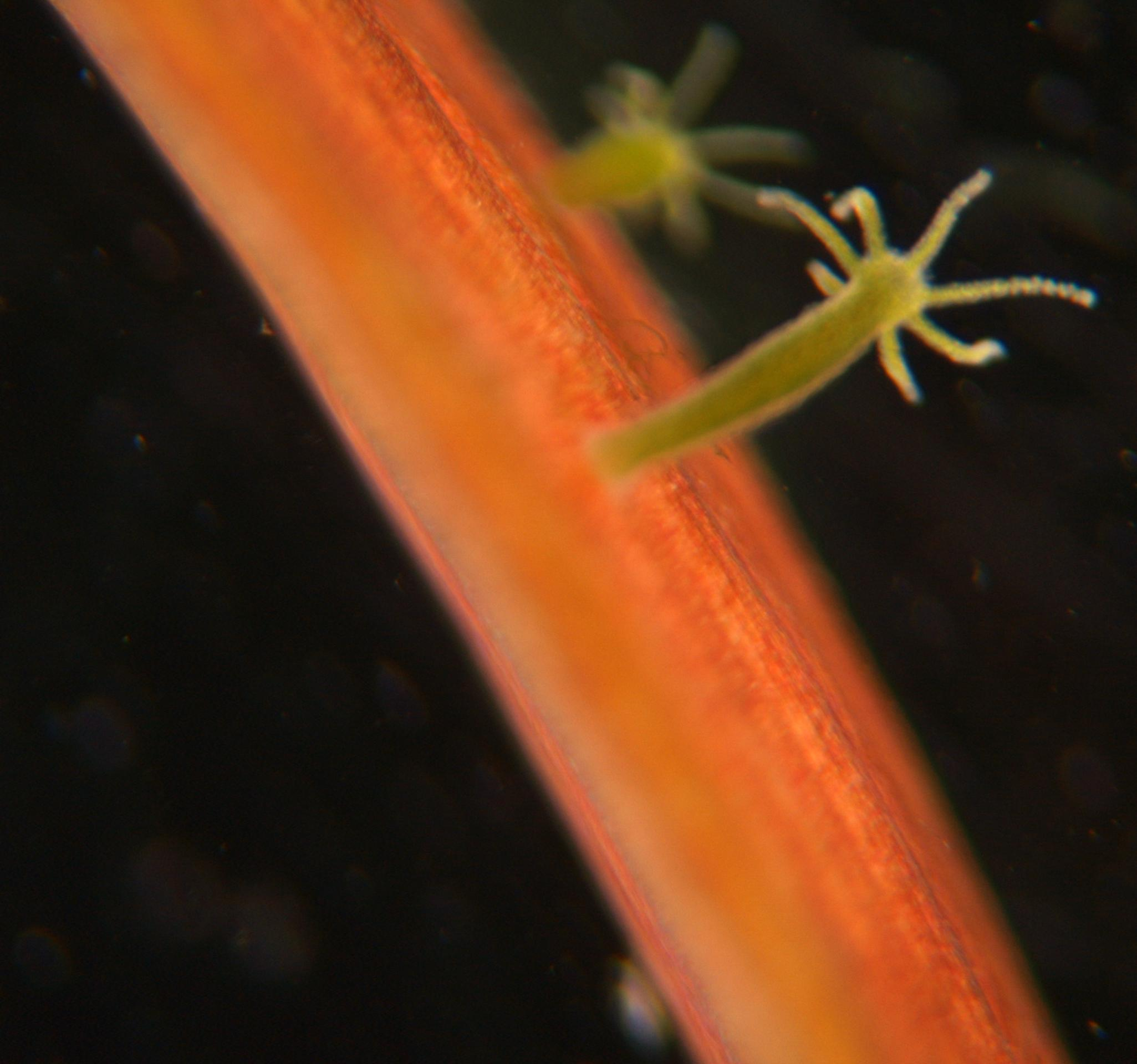
2 Hidre atașate pe substrat.

Hidra are aspectul unui săculeț mic, având la bază o talpă-ventuză cu care se prinde de pietre sau de pământ. La celălalt capăt se află 6-8 tentacule urzicătoare care sunt folosite la prinderea hranei, iar în interior hidra este goală, acolo aflându-se cavitatea digestiva. Tot la capătul opus talpei, se află o gaură numită orificiul buco-anal. Celenteratele sunt animale acvatice care au tentacule urzicătoare și o cavitate în care își digera hrana. 
Peretele corpului hidrei este alcătuit din 2 straturi de celule: stratul extern (celule musculare, nervoase și urzicătoare) și stratul intern.

## Hrănirea
Hrănirea se face cu ajutorul tentaculelor urzicătoare. Acestea înfășoară, prind și paralizează hrana, pe care o duc spre orificiul buco-anal. După ce hrana intră în cavitatea digestivă, începe digestia externă, după care urmează digestia internă, efectuată în coanocite.

## Respirația și excreția
Hidra nu are organe de respirație și de excreție. Aceste funcții se desfășoară direct la nivelul celulelor din peretele corpului.

## Sensibilitatea
Se face cu ajutorul tentaculelor, a sistemului nervos difuz si a celulelor senzoriale.

## Înmulțirea
Hidra se înmulțeste prin înmugurire, primăvara. Toamna, prin fecundație si formează un ou, din care va ieși o nouă hidră primăvara. Totuși, hidra este capabilă și de procesul de regenerare, astfel, dacă o tăiem în două bucăți, vom avea două hidre (motiv pentru care monstrul mitologic Hidra se numește astfel).